# Цуркан Валентин Максимович
Валентин Максимович Цуркан (1914, село Незавертайлівка, тепер Слободзейського району, Молдова — ?, тепер Молдова) — радянський молдавський діяч, ланковий колгоспу імені Карла Маркса Слободзейського району Молдавської РСР. Депутат Верховної ради СРСР 5-го скликання. Герой Соціалістичної Праці (15.02.1957).

## Життєпис
Народився в селянській родині. Здобув початкову освіту. З дитинства працював у господарстві батьків.
З початком колективізації сільського господарства одним із перших вступив у 1929 році до колгоспу, який був організований у рідному селі Незавертайлівці.
У 1939—1946 роках служив у Червоній армії. Учасник німецько-радянської війни, брав участь в обороні Ленінграда.
У 1946—1958 роках — ланковий колгоспу імені Карла Маркса Слободзейського (Тираспольського) району Молдавської РСР.
У 1954 році ланка Валентина Цуркана з кожного з 9 гектарів зібрала по 226 центнерів винограду європейських сортів, у 1955 році — по 188 центнерів та у 1956 році, незважаючи на несприятливі погодні умови, — по 162 центнери.
Указом Президії Верховної Ради СРСР від 15 лютого 1957 року за видатні успіхи, досягнуті у справі піднесення всіх галузей сільського господарства, широке застосування досягнень науки і передового досвіду в сільськогосподарському виробництві, отримання високих урожаїв сільськогосподарських культур і підвищення продуктивності громадського тваринництва Цуркану Валентину Максимовичу присвоєно звання Героя Соціалістичної Праці з врученням ордена Леніна та золотої медалі «Серп і Молот».
У 1958—1969 роках — бригадир виноградарської бригади колгоспу імені Карла Маркса Тираспольського (потім Слободзейського) району.
З 1969 року — персональний пенсіонер союзного значення в Слободзейському районі Молдавської РСР.

## Нагороди
- Герой Соціалістичної Праці (15.02.1957)
- орден Леніна (15.02.1957)
- медалі